# Buikvliesontsteking
Buikvliesontsteking of peritonitis is een ontsteking van het buikvlies (peritoneum), meestal als gevolg van een infectie. Dit is vrijwel zonder uitzondering een ernstige tot zeer ernstige situatie die meestal een operatie noodzakelijk maakt.
Het peritoneum is een dun, transparant vlies dat normaal alle organen in de buikholte en de binnenwanden van de buikholte bedekt.
Peritonitis wordt meestal veroorzaakt door een bron afkomstig vanuit een geïnfecteerd orgaan in de buikholte. Veelvoorkomende bronnen van infectie zijn perforaties van de maag, darm, galblaas of appendix (het wormvormig aanhangsel van de blindedarm). Het peritoneum is opmerkelijk bestand tegen infecties.
Peritonitis breidt zich niet uit, tenzij de verontreiniging voortduurt. Dit is heel vaak wel het geval bij perforatie van een orgaan, zodat vaak een operatie nodig is.

## Pelvic inflammatory disease
Pelvic inflammatory disease (PID) (ontsteking aan het kleine bekken) is bij seksueel actieve vrouwen een af en toe voorkomende oorzaak van peritonitis. Een infectie van de baarmoeder en eileiders, veroorzaakt door verscheidene typen bacteriën, waaronder de bacteriën verantwoordelijk voor gonorroe en chlamydia-infecties, breidt zich uit naar de buikholte.

## Oorzaken
Naast de al genoemde mogelijkheden kan ook na een operatie weleens peritonitis ontstaan. Beschadiging van de galblaas, urineleider of de darmen tijdens een operatie kan het lekken van prikkelende sappen en/of bacteriën naar de buikholte tot gevolg hebben. Dergelijke lekkage komt ook weleens voor als complicatie bij operaties waarbij twee delen van de darm met elkaar worden verbonden, nadat er bijvoorbeeld een gedeelte darm operatief verwijderd is.
- Bij peritoneale dialyse (een behandeling bij nierinsufficiëntie) ontstaat vrij vaak een peritonitis. De gebruikelijke oorzaak is een infectie die binnendringt via de drains (afvoerbuisjes) die in de buikholte worden geplaatst. Deze vorm hoeft meestal niet te worden geopereerd maar kan worden bestreden door antibiotica aan het spoelvocht toe te voegen.

- Peritonitis kan ook een gevolg zijn van irritatie zonder enige vorm van infectie. Ontsteking van de alvleesklier (pancreatitis) kan bijvoorbeeld buikvliesontsteking veroorzaken. Ook de talkpoeder of het zetmeel aanwezig op chirurgische handschoenen kan zonder infectie weleens een lichte buikvliesontsteking veroorzaken, of vrij bloed in de buikholte, bijvoorbeeld na een gebarsten buitenbaarmoederlijke zwangerschap, of lekkage van gal.

## Behandeling
Meestal wordt direct overgegaan tot operatief onderzoek, vooral als er mogelijk sprake is van blindedarmontsteking, een geperforeerd ulcus pepticum of diverticulitis. Een spoedoperatie is meestal niet nodig in geval van ontsteking van de alvleesklier of pelvic inflammatory disease (PID) bij vrouwen.
Er worden onmiddellijk antibiotica toegediend, vaak een aantal verschillende tegelijk. Mogelijk wordt er ook door de neus een slang in de maag of darm gebracht om vocht en gas af te voeren. Daarnaast kunnen intraveneus vocht en elektrolyten worden toegediend om uitdroging en shock tegen te gaan.